# Bitwa pod Castricum

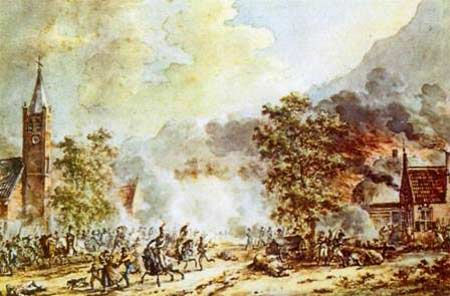
Obraz z XIX wieku przedstawiający bitwę pod Castricum

Bitwa pod Castricum – starcie zbrojne, które miało miejsce 6 października 1799 roku podczas wojny Francji z drugą koalicją.
Bitwa stoczona została w okolicach miejscowości Castricum między francusko-holenderską armią dowodzoną przez generała Brune’a (wojskami holenderskimi dowodził generał Daendels), a armią angielsko-rosyjską dowodzoną przez księcia Yorku Fryderyka, generała Abercromby'ego i księcia orańskiego Wilhelma.
Anglicy i Rosjanie w sile 32 000 żołnierzy wylądowali 27 sierpnia w północnej Holandii, następnie 30 sierpnia opanowali zakotwiczoną w Den Helder flotę holenderską, a 3 października zajęli Alkmaar. W trzy dni później doszło do zaciętych walk z Francuzami i Holendrami, podczas których Castricum przechodzło z rąk do rąk. W końcu pobici Anglicy i Rosjanie wycofali się w pośpiechu, tracąc 2 546 żołnierzy i 11 dział. Francuzi i Holendrzy stracili w walkach 1 382 żołnierzy.
Porażka pod Castricum przekonała Anglików i Rosjan, że nie uda im się utrzymać w Holandii. Po chaotycznym odwrocie, podczas którego Anglicy i Rosjanie zostawili dwa polowe szpitale, podpisano 10 października układ w Alkmaar. Na podstawie tego układu Anglicy i Rosjanie uzyskali prawo opuszczenia Holandii pod warunkiem pozostawienia zdobytego łupu. Pokonana armia angielsko-rosyjska została załadowana 19 listopada na okręty transportowe i odpłynęła, kończąc w ten sposób nieudaną ekspedycję.